# SN 2004hk
SN 2004hk – supernowa typu Ia odkryta 5 grudnia 2004 roku w galaktyce A232704-0838. W momencie odkrycia miała maksymalną jasność 21,50m.